# Молла Ваге
Молла Ваге (фр. Molla Wague, нар. 21 лютого 1991, Вернон, Франція) — малійський футболіст, захисник клубу «Нант» і національної збірної Малі.
Виступав, зокрема, за клуби «Кан» та «Удінезе».

## Клубна кар'єра
У дорослому футболі дебютував 2008 року виступами за команду клубу «Кан Б», в якій провів три сезони, взявши участь у 73 матчах чемпіонату. Більшість часу, проведеного у складі дубля, був основним гравцем захисту команди.
Своєю грою за цю команду привернув увагу представників тренерського штабу головної команди клубу «Кан», до складу якого приєднався 2011 року. Відіграв за команду з Кана наступні три сезони своєї ігрової кар'єри.
2014 року уклав контракт з клубом «Гранада», проте одразу був переданий в оренду на два з половиною роки до італійського «Удінезе». У січні 2017 року, не повертаючись до «Гранади», перейшов в оренду до англійського «Лестер Сіті».
У липні 2017, так і не зігравши жодного матчу за «Гранаду», перейшов до «Удінезе» за 525 тисяч євро. Після двох матчів за клуб з півночі Італії (одного в чемпіонаті та одного в кубку) перейшов у річну оренду до англійського  «Вотфорда», де мало грав (лише 6 матчів у чемпіонаті). Повернувшись влітку 2018, знову не зміг стати гравцем основи «Удінезе» (2 матчі в чемпіонаті за півроку) та відправився в оренду до клубу Чемпіоншипа «Ноттінгем Форест» до кінця сезону.
17 липня 2019 підписав контракт з французьким «Нантом». Вартість трансферу склала 1,5 мільйони євро.

## Виступи за збірні
2009 року дебютував у складі юнацької збірної Франції, взяв участь у двох іграх на юнацькому рівні.
2013 року дебютував в офіційних матчах у складі національної збірної Малі.
У складі збірної був учасником Кубка африканських націй 2013 року у ПАР, Кубка африканських націй 2015 року в Екваторіальній Гвінеї, Кубка африканських націй 2017 року у Габоні та Кубка африканських націй 2019 року в Єгипті.
| Дата       | Місто          | Господарі            | Результат               | Гості                | Турнір                                      | Голи | Примітки   |
| ---------- | -------------- | -------------------- | ----------------------- | -------------------- | ------------------------------------------- | ---- | ---------- |
| 20-1-2013  | Порт-Елізабет  | Малі                 | 1 – 0                   | Нігер                | Кубок африканських націй 2013 - 1-й етап    | -    |            |
| 28-1-2013  | Дурбан         | ДР Конго             | 1 – 1                   | Малі                 | Кубок африканських націй 2013 - 1-й етап    | -    |            |
| 2-2-2013   | Дурбан         | ПАР                  | 1 – 1 д.ч. (1 - 3 п.п.) | Малі                 | Кубок африканських націй 2013 - чвертьфінал | -    |            |
| 6-2-2013   | Дурбан         | Малі                 | 1 – 4                   | Нігерія              | Кубок африканських націй 2013 - Semifinale  | -    |            |
| 24-3-2013  | Кігалі         | Руанда               | 1 – 2                   | Малі                 | Відбір до ЧС 2014                           | -    |            |
| 10-9-2013  | Бліда          | Алжир                | 1 – 0                   | Малі                 | Відбір до ЧС 2014                           | -    |            |
| 5-3-2014   | Сен-Ле-ла-Форе | Сенегал              | 1 – 1                   | Малі                 | товариський матч                            | -    | 70'        |
| 14-1-2015  | Лібревіль      | Малі                 | 0 – 3                   | ПАР                  | товариський матч                            | -    |            |
| 20-1-2015  | Бамако         | Малі                 | 1 – 1                   | Камерун              | Кубок африканських націй 2015 - 1-й етап    | -    |            |
| 24-1-2015  | Малабо         | Кот-д'Івуар          | 1 – 1                   | Малі                 | Кубок африканських націй 2015 - 1-й етап    | -    |            |
| 28-1-2015  | Монгомо        | Гвінея               | 1 – 1                   | Малі                 | Кубок африканських націй 2015 - 1-й етап    | -    |            |
| 25-3-2015  | Бове           | Габон                | 4 – 3                   | Малі                 | товариський матч                            | 2    |            |
| 31-3-2015  | Бове           | Гана                 | 1 – 1                   | Малі                 | товариський матч                            | -    |            |
| 6-9-2015   | Котону         | Бенін                | 1 – 1                   | Малі                 | Відбір до Кубка африканських націй 2017     | -    |            |
| 9-10-2015  | Труа           | Буркіна-Фасо         | 1 – 4                   | Малі                 | товариський матч                            | 1    |            |
| 14-11-2015 | Франсистаун    | Ботсвана             | 2 – 1                   | Малі                 | Відбір до ЧС 2018                           | -    |            |
| 17-11-2015 | Бамако         | Малі                 | 2 – 0                   | Ботсвана             | товариський матч                            | -    |            |
| 25-3-2016  | Бамако         | Малі                 | 1 – 0                   | Екваторіальна Гвінея | Відбір до Кубка африканських націй 2017     | 1    |            |
| 28-3-2016  | Malabo         | Екваторіальна Гвінея | 0 – 1                   | Малі                 | Відбір до Кубка африканських націй 2017     | -    |            |
| 8-10-2016  | Буаке          | Кот-д'Івуар          | 3 – 1                   | Малі                 | Відбір до ЧС 2018                           | -    |            |
| 12-11-2016 | Бамако         | Малі                 | 0 – 0                   | Габон                | Відбір до ЧС 2018                           | -    |            |
| 7-1-2017   | Марракеш       | Буркіна-Фасо         | 2 – 1                   | Малі                 | товариський матч                            | -    | 46'        |
| 17-1-2017  | Порт-Жантіль   | Малі                 | 0 – 0                   | Єгипет               | Кубок африканських націй 2017 - 1-й етап    | -    |            |
| 21-1-2017  | Порт-Жантіль   | Гана                 | 1 – 0                   | Малі                 | Кубок африканських націй 2017 - 1-й етап    | -    |            |
| 25-1-2017  | Оєм            | Уганда               | 1 – 1                   | Малі                 | Кубок африканських націй 2017 - 1-й етап    | -    |            |
| 1-9-2017   | Рабат          | Марокко              | 6 – 0                   | Малі                 | Відбір до ЧС 2018                           | -    |            |
| 5-9-2017   | Бамако         | Малі                 | 0 – 0                   | Марокко              | Відбір до ЧС 2018                           | -    | 90+3'      |
| 6-10-2017  | Буаке          | Малі                 | 0 – 0                   | Кот-д'Івуар          | Відбір до ЧС 2018                           | -    |            |
| 11-11-2017 | Франсвіль      | Габон                | 0 – 0                   | Малі                 | Відбір до ЧС 2018                           | -    |            |
| 23-3-2018  | Льєж           | Японія               | 1 – 1                   | Малі                 | товариський матч                            | -    | 63'        |
| 14-6-2019  | Ель-Вакра      | Камерун              | 1 – 1                   | Малі                 | товариський матч                            | -    |            |
| 16-6-2019  | Доха           | Алжир                | 3 – 2                   | Малі                 | товариський матч                            | -    |            |
| 24-6-2019  | Суец           | Малі                 | 4 – 1                   | Мавританія           | Кубок африканських націй 2019 - 1-й етап    | -    |            |
| 28-6-2019  | Суец           | Туніс                | 1 – 1                   | Малі                 | Кубок африканських націй 2019 - 1-й етап    | -    |            |
| 2-7-2019   | Ісмаїлія       | Ангола               | 0 – 1                   | Малі                 | Кубок африканських націй 2019 - 1-й етап    | -    | cap.       |
| 8-7-2019   | Суец           | Малі                 | 0 – 1                   | Кот-д'Івуар          | Кубок африканських націй 2019 - 1/8 фіналу  | -    |            |
| 5-9-2019   | Ед-Даммам      | Саудівська Аравія    | 1 – 1                   | Малі                 | товариський матч                            | -    | кап. 90+4' |
| 13-10-2019 | Порт-Елізабет  | ПАР                  | 2 – 1                   | Малі                 | товариський матч                            | -    | кап.       |
| 17-11-2019 | Нджамена       | Чад                  | 1 – 4                   | Малі                 | Відбір до Кубка африканських націй 2021     | -    |            |
| Усього     |                | Матчів               | 39                      |                      | Голів                                       | 4    |            |

## Титули і досягнення
- Бронзовий призер Кубка африканських націй: 2013